# 889 a.C.
L'889 a.C. (DCCCLXXXIX a.C. in numeri romani) è un anno  del IX secolo a.C.

## Morti
- Osorkon I, faraone egizio
- Sheshonq C, sacerdote egizio
- Sheshonq II, faraone egizio